# Tanja Matikainen
Tanja Matikainen var Janakkalas kommundirektör. Hon var åren 2010–2014 kommundirektör för Sulkava. Innan dess studerade hon vid Vasa universitet.